# Vlag van Santiago Matatlán

Vlag van Santiago Matatlán (ratio 4:7)

De officiële vlag van de Mexicaanse gemeente Santiago Matatlán bestaat uit een bruine driehoek met het grondgebied van de staat Oaxaca als symbool voor de integratie in de staat Oaxaca. In het midden staat het wapen van de gemeente tussen twee paarse banen en een kleinere centrale baan van agavegroen. Bovenaan staat een legende met de tekst Santiago Matatlán. De vlag heeft de hoogte-breedteverhouding van de vlag net als die van de Mexicaanse vlag 4:7 is.
De vlag is in gebruik sinds 2012.